# Iglesia de Santa Genoveva (Sevilla)
La iglesia de Nuestra Señora de las Mercedes y Santa Genoveva es una iglesia parroquial del barrio de Tiro de Línea-Santa Genoveva de Sevilla (Andalucía, España). Es la sede canónica de la Hermandad de Santa Genoveva.

## Historia
El barrio de Tiro de Línea empezó a edificarse en 1936. Tal vez alguno años antes.Gran parte de las viviendas fueron edificadas en los años 40. Esta iglesia fue realizada en 1945 por el arquitecto Aurelio Gómez Millán. El nombre de la titular, santa Genoveva, era también el de la esposa del entonces gobernador Gonzalo Queipo de Llano. Posteriormente, le fue añadido el título de Nuestra Señora de las Mercedes.
En 1956, siendo párroco Antonio González Abato, se aprobaron las reglas de la Hermandad de Nuestro Padre Jesús Cautivo en el Abandono de sus Discípulos, Nuestra Señora de las Mercedes y San Juan Evangelista en la Tercera Palabra, que es conocida como la Hermandad de Santa Genoveva.
Las pinturas murales del interior fueron realizadas por Rafael Rodríguez Hernández. En 1958 se realizó una portada lateral para la salida de los pasos procesionales.
El retablo mayor es obra de Dionisio González, de finales del siglo XVII, y fue adquirido a la Hermandad de la Virgen de la Alegría de la Iglesia de San Bartolomé. En la parte superior hay una imagen de Santa Genoveva realizada por Antonio Castillo Lastrucci en 1940. En el interior del templo se encuentran los titulares de la hermandad: Jesús Cautivo, realizado por José Paz Vélez en 1957, y la Virgen de las Mercedes, realizada por el mismo escultor en 1956.≥≥